# Вина уцелевшего
Чу́вство вины́ вы́жившего (также известное как синдро́м концентрацио́нного ла́геря, вина́ уцеле́вшего или синдро́м Холоко́ста) — форма посттравматического стрессового расстройства (ПТСР), при котором пострадавшего человека преследует сильное чувство вины, поскольку он пережил экстремальное событие (например, несчастный случай, террористическое нападение, стихийное бедствие, эпидемию, войну, геноцид), тогда как другие люди погибли в результате или во время этого события. Решающим фактором для постановки диагноза является чувство вины пациента за то, что он намеренно или нечаянно выжил, пока другие люди умирали.
Синдром уцелевшего, также известный как синдром концентрационного лагеря (или синдром KZ, от нем. Konzentrationslager). Данные термины использовались для описания реакций и поведения людей, переживших массовые и неблагоприятные события, такие как Холокост, Нанкинская резня или эпидемия ВИЧ/СПИДа. В «Диагностическом и статистическом руководстве по психическим расстройствам IV» (DSM-IV), вина выжившего была изъята как отдельный специфический диагноз и определена как значимый симптом посттравматического стрессового расстройства.

## Исследования
В 1949 году нидерландский психиатр Эдди де Винд, выживший в концлагере Освенцим, ввёл термин «синдром концентрационного лагеря» в отношении бывших узников нацистских концентрационных лагерей и лагерей смерти, которых преследовали психологические последствия пережитого. Психическое состояние уцелевших во время Холокоста в своих трудах также описывали Эли Визель и Бруно Беттельгейм (оба исследователя были в концлагерях), Морис Поро .
Термин «синдром вины уцелевшего» (англ. survivor guilt syndrome) был введён в 1960-х годах немецко-американским психиатром и психоаналитиком Вильямом Г. Нидерландом для обозначения состояния жертв концлагерей, страдающих чувством вины.
Нидерланд, родившийся в Германии (Восточная Пруссия) и эмигрировавший в США в 1934 году, был асессором Генерального консульства Федеративной Республики Германии в Нью-Йорке в 1960-х годах. Он изучил сотни травмированных людей, переживших нацистские преследования, большинство из которых были евреи в рамках рассмотрения запросов по возмещению ущерба и установил у них синдром уцелевших. В своей книге Folgen der Verfolgung: Das Überlebenden-Syndrom – Seelenmord («Последствия преследования: синдром уцелевшего — душевное убийство») он обобщил его причины так:
1. Жизнь в атмосфере постоянной угрозы и сначала непонятной, безымянной, а затем все более близкой гибели;
2. Сопутствующее физическое и психическое истощение человека в целом;
3. Частая острая опасность смерти и страх смерти;
4. Неопределённость всех межличностных отношений и контактов;
5. Беззащитное существование в постоянном состоянии полной или почти полной бесправности;
6. Затопление ментального его непрерывным натиском общественных и личных издевательств, подозрений, клеветы и обвинений, опять же без возможности прибегнуть к официальной правовой защите.

Среди прочего наблюдаются следующие симптомы: депрессия, неуверенность, апатия, абстиненция, психосоматические заболевания, состояния тревоги и возбуждения, бессонница, внутреннее беспокойство, бредовые симптомы, а также чувство вины. По словам Нидерланда, чувство вины, которое соответствующее лицо не может подавить в долгосрочной перспективе, является центральным и лежит в основе синдрома уцелевшего. Он назвал данное состояние виной уцелевших.
Синдром хорошо задокументирован среди переживших Холокост и включает тревожность и депрессию, нарушение интеллектуального развития, социальное отстранение, расстройство сна и кошмары, физические жалобы и перепады настроения. Несколько исследований изучали «хронический и прогрессирующий» характер заболевания, при этом было выявлено, что симптомы усиливаются с возрастом выживших. Один из бывших узников Бухенвальда Хорхе Семпруна говорил: «Чем старше я становлюсь, тем дальше я от смерти».
Подобные признаки и симптомы были обнаружены у выживших в травматических ситуациях, включая боевые действия, стихийные бедствия, террористические атаки, авиакатастрофы. Вариант формы синдрома уцелевшего был найден среди персонала служб спасения и экстренной помощи, которые обвиняли себя в том, что они сделали слишком мало, чтобы помочь тем, кто находится в опасности, и среди терапевтов, которые могут испытывать форму вины перед лицом страданий своих пациентов.
Стивен Джозеф, психолог из Университета Уорика, изучал людей, выживших после затопления корабля MS Herald of Free Enterprise, в результате которого погибло 193 из 459 пассажиров. Его исследования показали, что 60 % выживших страдали от вины уцелевшего. Джозеф разделил выживших на три группы: «во-первых, вина за то, что остались в живых, пока другие умерли; во-вторых, чувство вины за то, что они не сделали — эти люди часто испытывали посттравматические „интрузии“, переживая это событие снова и снова; в-третьих, чувство вины за то, что они сделали, например, перебираясь через других, чтобы убежать. Эти люди обычно хотели не думать о катастрофе. Они не хотели, чтобы им напоминали о случившемся на самом деле».
Подверженные синдрому иногда обвиняют себя в смерти других, в том числе погибших, которые спасали пострадавшего. Также вину уцелевших могут чувствовать родители, пережившие своих детей, дети, которые не смогли эвакуироваться вместе с родителями, семьи, имеющие детей с ограниченными возможностями здоровья .

## Симптомы и способы помощи
Уцелевшие люди не могут понять, почему выжили именно они, сомневаются, что заслужили право жить, считают, что заслуживают какого-то наказания за то, что вроде бы сбежали, страдают от ощущения осуждения со стороны оставшихся в более опасных точках.
Уцелевшие могут иметь как физиологические, так и психические симптомы: навязчивые мысли, злоба и раздражительность, чувство беспомощности, проблемы со сном, головные боли, тошнота или боль в животе, социальная изоляция, мысли о самоубийстве. Симптомы могут усугубляться, если вы раньше имели травматический опыт или подвержены тревоге и депрессии.
Людям с синдромом выживших даются следующие советы:
- Вспомнить истинные причины травматической ситуации. Смещение внимания на создавшие её внешние изменения, которые создали её, помогут избавиться от самообвинений
- Позволять себе унывать и позволить себе радоваться. Подавленные эмоции никуда не исчезают, а разыгрывание кажущихся эмоций требует дополнительной энергии, поэтому стоит вовремя прожить чувства, которые приходят.
- Сделать что-то для других, чтобы дать себе ощущение принесённой пользы, заниматься волонтёрством, хорошо выполнять свою работу. Действовать по принципу концентрационных кругов: сначала помочь непосредственным близким, далее соседям, району, более широкому обществу.
- Общаться с людьми, имеющими схожий опыт. Это поможет избавиться от ощущения одиночества в своей борьбе со сложными эмоциями, лучше узнать свои мысли и эмоции, а также узнать, как с этим справляются другие.